# 김규희
김규희(1992년 3월 11일 ~ )은 대한민국의 인천 신한은행 에스버드 소속의 농구 선수이다. 포지션은 가드이다.

## 학력
- 강서초등학교
- 청주여자중학교
- 청주여자고등학교